# Onze-Lieve-Vrouw van Zeven Smartenkerk (Diegem-Lo)

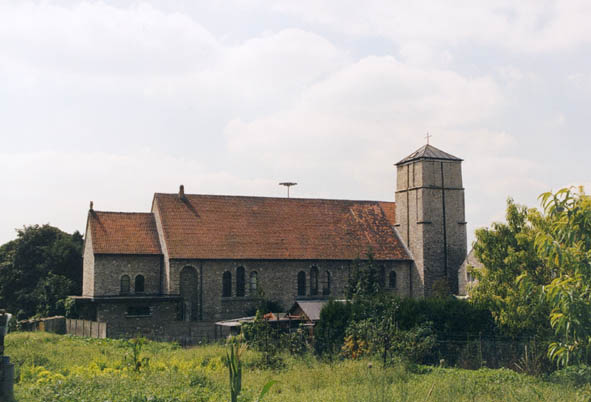
Onze-Lieve-Vrouw van Zeven Smartenkerk

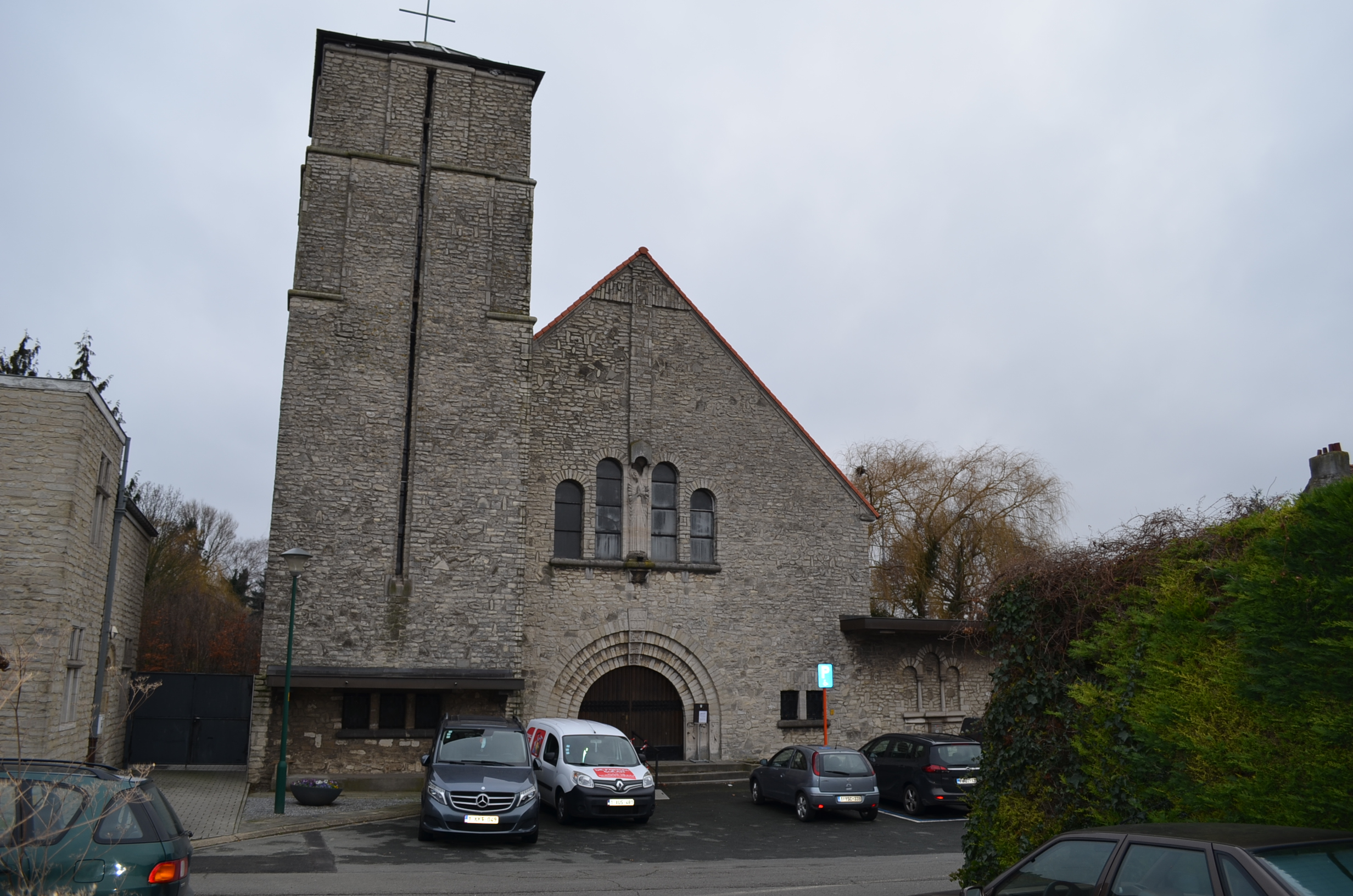
Voorgevel

De Onze-Lieve-Vrouw van Zeven Smartenkerk is de parochiekerk van de tot de Vlaams-Brabantse gemeente Machelen behorende plaats Diegem-Lo, gelegen aan de Lostraat.

## Geschiedenis
De kerk werd gebouwd in 1928-1929 naar ontwerp van Juliaan De Ridder.

## Gebouw
De kerk is gebouwd in beton en lokale zandsteen die onder meer afkomstig is van de muur van het Kasteel Beaulieu te Machelen. De kerk is in neoromaanse stijl. Links van de voorgevel bevindt zich de massieve toren die gedekt wordt door een tentdak. Deze toren is van 1936 maar werd in 1941 verlaagd. In de kerk bevindt zich beeldhouwwerk, vervaardigd door Paul Stoffels.
De kerk bevindt zich, evenals het gehele plaatsje Diegem-Lo, in een uithoek tussen een uitgestrekt verkeersknooppunt en het Vliegveld Zaventem.